# A Garota Invisível
A Garota Invisível é um filme brasileiro de 2020, do gênero comédia romântica. Dirigido por Mauricio Eça e estrelado por Sophia Valverde no papel-título, o filme foi lançado em 22 de dezembro de 2020 nas plataformas digitais.
Sua sequência ganhou o título Hora de Brilhar e foi lançado em 2022 pelo Disney+.

## Sinopse
Ariana (Sophia Valverde) é uma garota do ensino médio que nunca teve popularidade até que um dia, sem querer, acabou postando um vídeo nas redes sociais se declarando para o garoto mais popular da escola (Guilherme Brumatti). Agora, ela enfrentará a ex-namorada (Mharessa) dele que fará de tudo para estragar o romance entre os dois e fazê-la desejar voltar a ser invisível.[carece de fontes?]

## Elenco
- Sophia Valverde como Ariana[3]
- Matheus Ueta como Téo
- Mharessa como Diana
- Guilherme Brumatti como Khaleb
- Kaik Pereira como Edu
- Bia Jordão como Paty
- Bianca Paiva como Jade
- Marcelo Várzea como Professor Chicão

## Produção
As filmagens ocorreram durante a quarentena, devido à pandemia de COVID-19, ao longo de 15 dias. Os atores gravaram todas as cenas de suas próprias casas e nenhum deles tiveram contato direto.